# 音
音 (son, bruit) est un kanji. Il fait partie des kyōiku kanji de 1re année.
Il se lit おん (on) en lecture on et おと (oto) en lecture kun.
Il s'emploie aussi pour écrire certains prénoms, par exemple 花音 (Kanon).
Son caractère Unicode est 97F3.

## Exemples
- 音読み (on-yomi) : lecture chinoise des kanjis.
- 音楽 (ongaku) : musique.
- 音符 (onpu) : note de musique.
- 子音 (shiin) : consonne.
- 母音 (boin) : voyelle.
- 発音 (hatsuon) : prononciation.
- 足音 (ashioto) : bruit de pas.